# Заговор против Америки (роман)
«Заговор против Америки» (англ. The Plot Against America) — роман американского писателя Филипа Рота в жанре альтернативной истории, опубликованный в 2004 году. Был высоко оценён критиками, в 2020 году на HBO вышел поставленный по его мотивам мини-сериал.

## Сюжет
Действие романа происходит в США, где на президентских выборах 1940 года победил не Франклин Делано Рузвельт, а Чарльз Линдберг — человек, выступавший против вступления Америки в войну и не скрывавший свои антисемитские взгляды. Главные герои — члены еврейской семьи из Нью-Джерси, наблюдающие за тем, как в стране формируется нацистская диктатура.

## Оценки
Критики высоко оценили роман. Джонатан Ярдли из The Washington Post назвал его «болезненно трогательным» и «истинно американской историей», обозреватель The New York Times — «потрясающим политическим романом», «зловещим, ярким, похожим на сон, нелепым и в то же время пугающе правдоподобным».